# Командування розгортання та транспортування на морі
Командування розгортання та транспортування на морі армії США (англ. Military Surface Deployment and Distribution Command (SDDC) — орган військового управління, компонента Транспортного командування ЗС США та окреме командування безпосереднього підпорядкування Командуванню матеріального забезпечення армії США (AMC), яке розташовано на авіабазі Скотт, штат Іллінойс. Командування також співпрацює з галуззю комерційних перевезень як координуюча ланка між вимогами Міністерства оборони щодо логістичних потреб наземного транспорту та індустрії спроможностей.
SDDC є глобальним інтермодальним постачальником по поверхні. Командування існує для того, щоб переміщати, розгортати та підтримувати Збройні сили з метою забезпечення їхньої готовності вчасно, цілеспрямовано та в будь-який час. Командування виконує цю місію як ключовий член Об'єднаного підприємства з розгортання та розподілу (Joint Deployment and Distribution Enterprise, JDDE), яке прагне інтегрувати, синхронізувати та надавати можливості глобального розгортання та розподілу для забезпечення та підтримки армії США на підтримку цілей нації.
Об'єднані сили потребують значно більшої транспортної підтримки в разі надзвичайних ситуаціях, ніж у мирний час. Для великомасштабних операцій на випадок непередбачених ситуацій Міністерство оборони могло б використовувати до 22 000 залізничних вантажів із 2 900 комерційних і 1 300 вантажних вагонів оборонного транспорту, причому кожен вагон повинен здійснити п'ять поїздок протягом розгортання всього угруповання з максимальною швидкістю, що зазвичай становить умовні чотири бронетанкові бригади, що передислоковуються одночасно. На додаток до залізничного транспорту, прогнозується загалом 20 000 вантажівок із 400 пунктів відправлення, що потребує понад 5 000 вантажівок у дні пікового навантаження. Для суден заплановано загалом 250 місій із використанням майже дюжини морських портів і максимальним використанням майже 20 причалів одночасно. Хоча це значне збільшення вимог Міністерства оборони порівняно з поточним використанням, воно не враховує одночасну комерційну діяльність. Це підкреслює важливість тісної співпраці з комерційними партнерами, щоб заздалегідь підготувати якомога більше інформації для дотримання вимог щодо переміщення у випадку найгіршого дня для Америки.